# Lentinellus herbarum
Lentinellus herbarum är en svampart som tillhör divisionen basidiesvampar, och som först beskrevs av Fr., och fick sitt nu gällande namn av P.-A. Moreau, Guy Garcia och Pierre Roux. Lentinellus herbarum ingår i släktet Lentinellus, och familjen Auriscalpiaceae. Det är osäkert om arten förekommer i Sverige.